# R-21 (Rusland)
De R-21 of Kola (Russisch: Р-21 Кола) is een federale autoweg in Rusland. Deze verbindt Sint-Petersburg met Severomorsk in het noorden. De naamgeving komt van het schiereiland Kola, waar de weg naartoe voert. De R-21 is 1435 kilometer lang. Voor 2011 heette de weg M18.
De R-21 start aan de KAD, de nieuwe ringweg van Sint-Petersburg, en voert vandaar eerst naar het oosten, omdat de route om het Ladogameer heen moet. De eerste 26 kilometer naar Kirovsk is een snelweg met 2x2 rijstroken. Tot aan Petrozavodsk bestaat de weg uit één rijstrook per richting. Bij de stad is een nieuwe bypass in de aanleg, om het doorgaande verkeer richting Moermansk uit de stad te weren. Deze bypass is geen snelweg, maar kent wel ongelijkvloerse kruisingen.
Voorbij Petrozavodsk voert de R-21 langs het Onegameer, waarna grote afstanden door Karelië gereden kunnen worden. De R-21 is een zeer belangrijke route, aangezien het de enige weg is naar Moermansk. Bij Kandalaksja aan de Witte Zee is dan ook een klaverblad gebouwd.
Bij Moermansk gaat de R-21 ten oosten van de stad langs, om te eindigen in de havenstad Severomorsk. De R-21 is onderdeel van de E105. Tussen Moermansk en Severomorsk draagt de weg geen E-nummer.